# Cestrino
Cestrino, na mitologia grega, foi um filho dos troianos Heleno e Andrômaca.
Andrômaca era a esposa de Heitor, seu marido foi morto por Aquiles e o filho deles, Astíanax, por Pirro, filho de Aquiles. Pirro tomou Andrômaca por esposa, com quem teve três filhos, Molosso, Pielo e Pérgamo. Após Pirro ser morto em Delfos, Heleno tomou Andrômaca por esposa, e desta união nasceu Cestrino.
Pirro, filho de Aquiles, foi rei do Epiro, e foi sucedido por Heleno. Após a morte de Heleno, o reino passou para Molosso, filho de Pirro; Cestrino, com voluntários do Epiro, tomou posse da região além do rio Tiâmis, e seu meio-irmão Pérgamo cruzou para a Ásia conquistando a região cuja cidade passou a ter seu nome, Pérgamo. Pielo permaneceu no Epiro, e foi dele que descendem os reis do Epiro.